# Rychlobruslení na Zimních olympijských hrách 2018 – stíhací závod družstev ženy
Stíhací závod družstev žen na Zimních olympijských hrách 2018 se konal v hale Gangneung Oval v Kangnungu ve dnech 19. a 21. února 2018. První den bylo na programu čtvrtfinále, zatímco semifinálové a finálové jízdy se uskutečnily 21. února.
Závod vyhrál japonský tým, který ve finále zdolal nizozemské družstvo, obhájkyně titulu ze Soči 2014. Na třetím místě se umístily Američanky. České závodnice se jej nezúčastnily.

## Rekordy
Před závodem měly rekordy následující hodnoty:
| Světový rekord    | Japonsko Miho Takagiová Ajano Satóová Nana Takagiová              | 2:50,87 | Utah Olympic Oval, Salt Lake City | 8. prosince 2017 |
| Olympijský rekord | Nizozemsko Marrit Leenstraová Jorien ter Morsová Ireen Wüstová    | 2:58,05 | Adler-Arena, Soči                 | 22. února 2014   |
| Rekord dráhy      | Nizozemsko Ireen Wüstová Marrit Leenstraová Antoinette de Jongová | 2:55,85 |                                   | 10. února 2017   |

Ve čtvrtfinálové jízdě překonal nizozemský tým olympijský rekord, když do cíle dobruslil v čase 2:55,61. Předchozí rekordní čas z olympijských závodů překonalo také druhé japonské družstvo. Podruhé byl olympijský rekord překonán ve finále, kdy Japonky dosáhly času 2:53,89.

## Výsledky

### Čtvrtfinále
První čtyři týmy postoupily do dvou semifinálových jízd, ostatní týmy do finálových jízd o páté až osmé místo.
| Pořadí | Jízda | Země                   | Jméno                                                              | Čas          | Ztráta | Postup       |
| ------ | ----- | ---------------------- | ------------------------------------------------------------------ | ------------ | ------ | ------------ |
| 1.     | 1     | Nizozemsko             | Marrit Leenstraová Ireen Wüstová Antoinette de Jongová             | 2:55,61 (OR) | +0,00  | Semifinále 1 |
| 2.     | 2     | Japonsko               | Miho Takagiová Ajano Satóová Nana Takagiová                        | 2:56,09      | +0,48  | Semifinále 2 |
| 3.     | 3     | Kanada                 | Ivanie Blondinová Josie Morrisonová Isabelle Weidemannová          | 2:59,02      | +3,41  | Semifinále 2 |
| 4.     | 4     | Spojené státy americké | Heather Bergsmaová Brittany Boweová Mia Manganellová               | 2:59,75      | +4,14  | Semifinále 1 |
| 5.     | 2     | Čína                   | Li Tan Chan Mej Chao Ťia-čchen                                     | 3:00,01      | +4,40  | Finále C     |
| 6.     | 3     | Německo                | Roxanne Dufterová Gabriele Hirschbichlerová Claudia Pechsteinová   | 3:02,65      | +7,04  | Finále C     |
| 7.     | 1     | Jižní Korea            | Kim Po-rum Pak Či-u No Son-jong                                    | 3:03,76      | +8,15  | Finále D     |
| 8.     | 4     | Polsko                 | Natalia Czerwonková Luiza Złotkowská Katarzyna Bachledová-Curuśová | 3:04,80      | +9,19  | Finále D     |

### Semifinále
Vítězné týmy obou jízd postoupily do finále o zlatou medaili, poražená družstva postoupila do finále o bronz.
| Pořadí       | Země                   | Jméno                                                    | Čas     | Ztráta | Postup   |
| ------------ | ---------------------- | -------------------------------------------------------- | ------- | ------ | -------- |
| Semifinále 1 |                        |                                                          |         |        |          |
| 1.           | Nizozemsko             | Lotte van Beeková Ireen Wüstová Antoinette de Jongová    | 3:00,41 | 0,00   | Finále A |
| 2.           | Spojené státy americké | Heather Bergsmaová Mia Manganellová Carlijn Schoutensová | 3:07,28 | +6,87  | Finále B |
| Semifinále 2 |                        |                                                          |         |        |          |
| 1.           | Japonsko               | Miho Takagiová Ajaka Kikučiová Nana Takagiová            | 2:58,94 | 0,00   | Finále A |
| 2.           | Kanada                 | Ivanie Blondinová Keri Morrisonová Isabelle Weidemannová | 3:01,84 | +2,90  | Finále B |

### Finále
| Pořadí           | Země                   | Jméno                                                            | Čas          | Ztráta |
| ---------------- | ---------------------- | ---------------------------------------------------------------- | ------------ | ------ |
| Finále A         |                        |                                                                  |              |        |
| Zlatá medaile    | Japonsko               | Miho Takagiová Ajano Satóová Nana Takagiová                      | 2:53,89 (OR) | 0,00   |
| Stříbrná medaile | Nizozemsko             | Marrit Leenstraová Ireen Wüstová Antoinette de Jongová           | 2:55,48      | +1,59  |
| Finále B         |                        |                                                                  |              |        |
| Bronzová medaile | Spojené státy americké | Heather Bergsmaová Brittany Boweová Mia Manganellová             | 2:59,27      | 0,00   |
| 4.               | Kanada                 | Ivanie Blondinová Josie Morrisonová Isabelle Weidemannová        | 2:59,72      | +0,45  |
| Finále C         |                        |                                                                  |              |        |
| 5.               | Čína                   | Li Tan Liou Ťing Chao Ťia-čchen                                  | 3:00,04      | 0,00   |
| 6.               | Německo                | Roxanne Dufterová Gabriele Hirschbichlerová Claudia Pechsteinová | 3:04,67      | +4,63  |
| Finále D         |                        |                                                                  |              |        |
| 7.               | Polsko                 | Natalia Czerwonková Luiza Złotkowská Karolina Bosieková          | 3:03,11      | 0,00   |
| 8.               | Jižní Korea            | Kim Po-rum Pak Či-u No Son-jong                                  | 3:07,30      | +4,19  |